# Spilogona tianchia
Spilogona tianchia este o specie de muște din genul Spilogona, familia Muscidae, descrisă de Wue și Zhang în anul 1993.
Este endemică în Jilin. Conform Catalogue of Life specia Spilogona tianchia nu are subspecii cunoscute.